# 沖縄県道8号線
沖縄県道8号線（おきなわけんどう8ごうせん）は沖縄県うるま市勝連平敷屋と字栄野比とを結ぶ一般県道である。

## 路線データ
- 起点：うるま市勝連平敷屋[1]（米軍ホワイトビーチ）
- 終点：うるま市字栄野比[1]（沖縄県道255号石川池原線（旧国道329号））
- 総延長：13.625 km[1]
- 実延長：10.078 km[1]

## 歴史
- 1953年（昭和28年）に軍道8号線として指定（うち大田 - 安慶名間はのちに琉球政府道8号線となる）。1972年（昭和47年）の本土復帰と同時に合わせて県道8号線となる。[要出典]
- 1993年（平成5年）、勝連町平安名（現うるま市勝連平安名） - 具志川市（現うるま市）大田の区間が県道10号（大田 - 平良川）などとともに主要地方道昇格に伴い、沖縄県道10号伊計平良川線となり、同路線は重複区間となる。[要出典]

## 路線状況

### 重複区間
- 沖縄県道10号伊計平良川線（うるま市勝連平安名 - 大田・被重複）
- 沖縄県道224号具志川環状線（うるま市安慶名）

## 地理

### 通過する自治体
- うるま市

### 交差する道路
- 沖縄県道239号与那城具志川線（うるま市勝連平敷屋）
- 沖縄県道37号線（うるま市勝連平敷屋、同市具志川）
- 沖縄県道10号伊計平良川線（うるま市勝連平安名 - 大田）
- 沖縄県道16号線（うるま市与那城西原・県道10号被重複区間）
- 沖縄県道33号具志川前原線（うるま市川田・県道10号被重複区間、現道・バイパスいずれも）
- 沖縄県道224号具志川環状線（うるま市田場、安慶名）
- 沖縄県道75号沖縄石川線（うるま市安慶名）
- 沖縄県道255号石川池原線（終点）

### 沿線
- 米軍基地ホワイトビーチ（起点）
- 具志川バスターミナル（うるま市田場）
- うるま市役所（うるま市みどり町）
  - 勝連庁舎（うるま市勝連平安名）

## 路線バス
安慶名交差点を境に栄野比方面と与勝半島方面に分かれている。栄野比方面は国道329号経由のコザ・那覇方面または石川・名護方面に分かれる。

### 安慶名交差点以西を通る路線
（★印はコザ・那覇方面、☆印は石川・名護方面）
- 22番・名護～うるま線（沖縄バス）　☆安慶名 - 栄野比
- 77番・名護東（辺野古）線（沖縄バス） ☆安慶名 - 栄野比
- 90番・知花（バイパス）線（琉球バス交通） ★安慶名 - 栄野比
- 190番・知花空港線（琉球バス交通）　★安慶名 - 栄野比（2022年10月17日運行開始[2]）

かつては63番と263番が安慶名 - 栄野比を通っていたが、2006年（平成18年）4月24日より安慶名 - 西原（あげな中学校入口）のみを通るようになり、さらに2009年（平成21年）7月20日より安慶名交差点以西は通らないルートに変更された。90番の派生路線としては2022年（令和4年）10月17日から那覇空港まで延長した190番の知花空港線が運行開始する予定。かつては那覇新都心へ向かう290番（知花おもろまち線）が2003年（平成15年）8月10日～2010年（平成22年）8月24日の7年間運行されていた。

### 安慶名交差点以東を通る路線
- 21番・新都心具志川線（琉球バス交通） 具志川バスターミナル - 安慶名
- 23番・具志川線（琉球バス交通） 具志川バスターミナル - みどり町市役所入口
- 24番・那覇大謝名線（琉球バス交通）　具志川バスターミナル - 安慶名
- 27番・屋慶名（大謝名）線（沖縄バス） 勝連平敷屋 - 安慶名（県道10号との重複区間含む、具志川高校経由は田場まで）
- 63番・謝苅線（琉球バス交通） 具志川バスターミナル - 安慶名
- 80番・与那城線（沖縄バス） 大田 - 安慶名
- 93番・屋慶名～イオンモール線（沖縄バス）　勝連平敷屋 - 安慶名（県道10号との重複区間含む）
- 110番・長田具志川線（琉球バス交通） 具志川バスターミナル - 安慶名
- 112番・国体道路線（琉球バス交通） 具志川バスターミナル - みどり町市役所入口
- 113番・具志川空港線（琉球バス交通） 具志川バスターミナル - みどり町市役所入口
- 127番・屋慶名（高速）線（沖縄バス）　勝連平敷屋 - 安慶名（県道10号との重複区間含む）
- 223番・具志川おもろまち線（琉球バス交通） 具志川バスターミナル - みどり町市役所入口
- 227番・屋慶名おもろまち線（沖縄バス） 勝連平敷屋 - 安慶名（県道10号との重複区間含む）
- 263番・謝苅おもろまち線（琉球バス交通） 具志川バスターミナル - 安慶名
- 777番・急行バス（屋慶名）線（沖縄バス）　勝連平敷屋 - 安慶名（県道10号との重複区間含む）